# 2019年のマラソングランドチャンピオンシップ

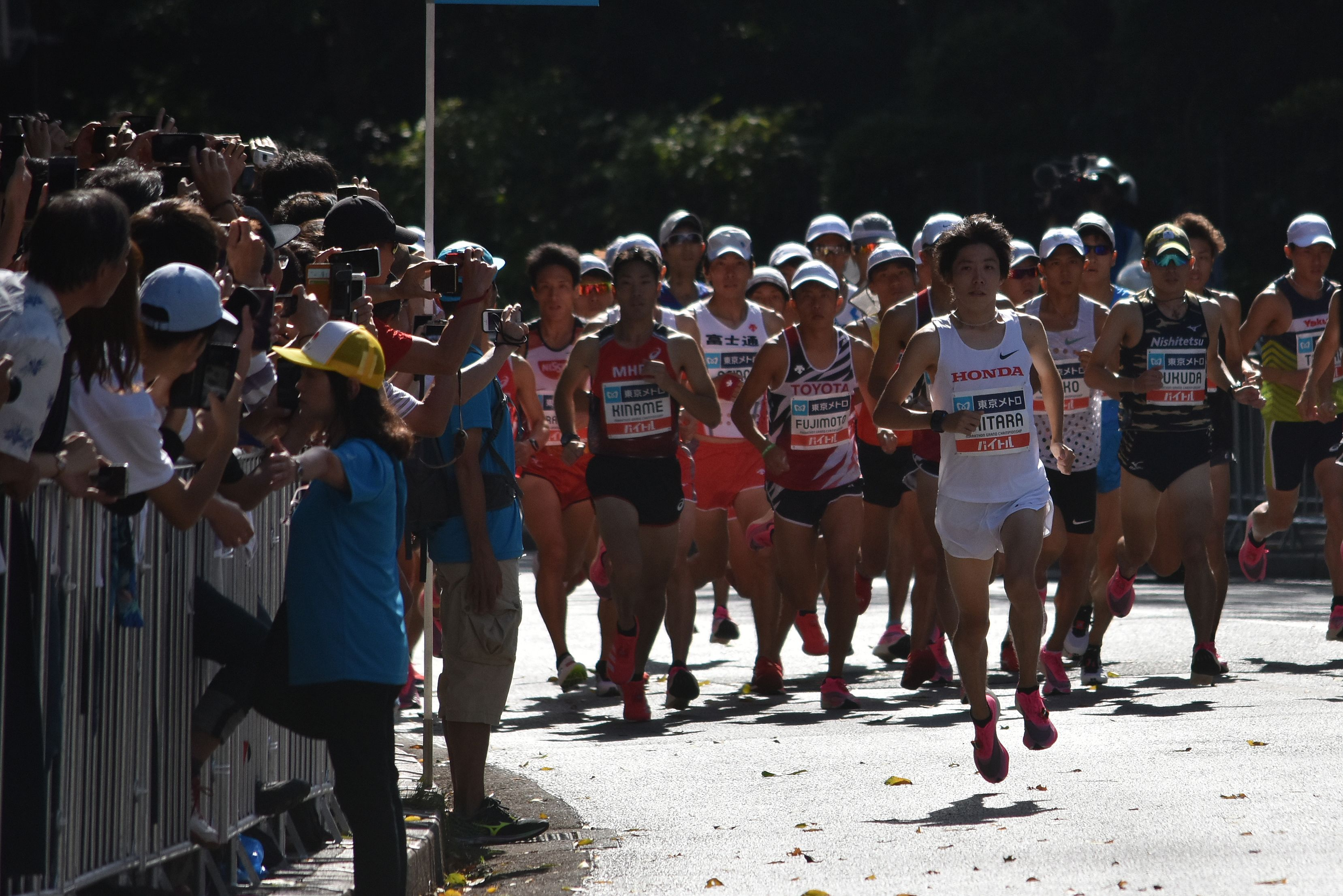
男子スタート直後の状況（2019年9月15日撮影）

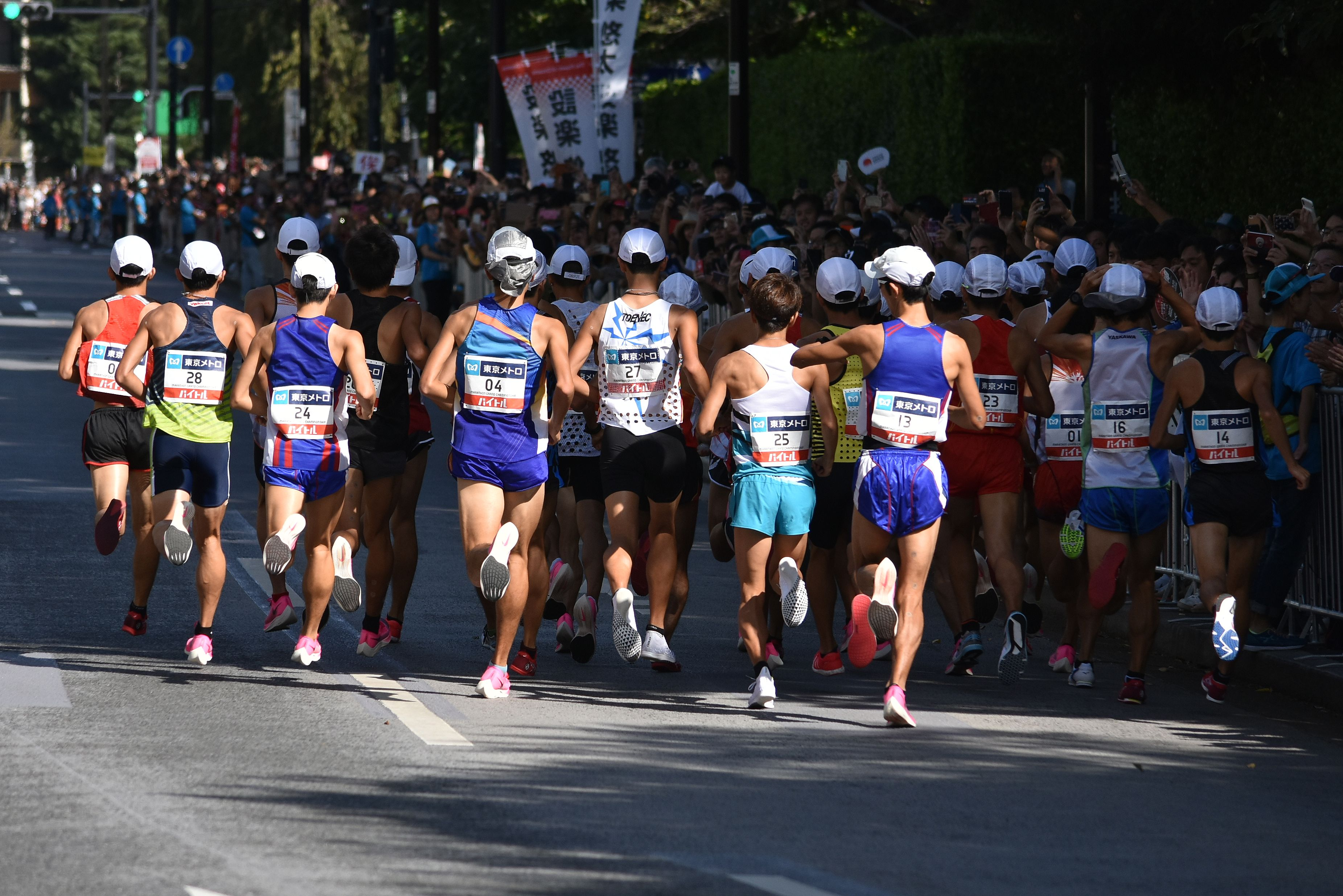
男子スタート直後の状況（2019年9月15日撮影）

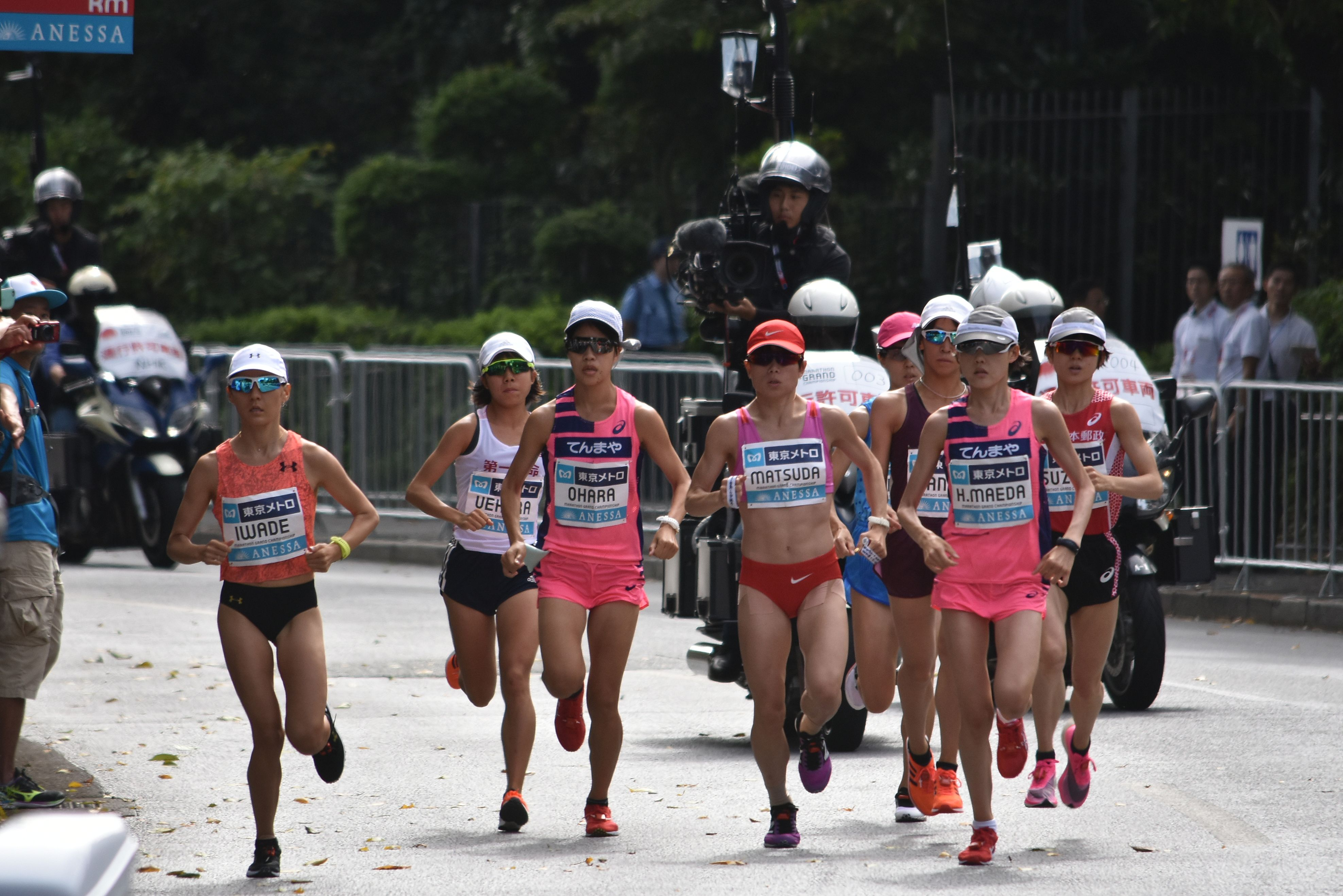
女子スタート直後の状況（2019年9月15日撮影）

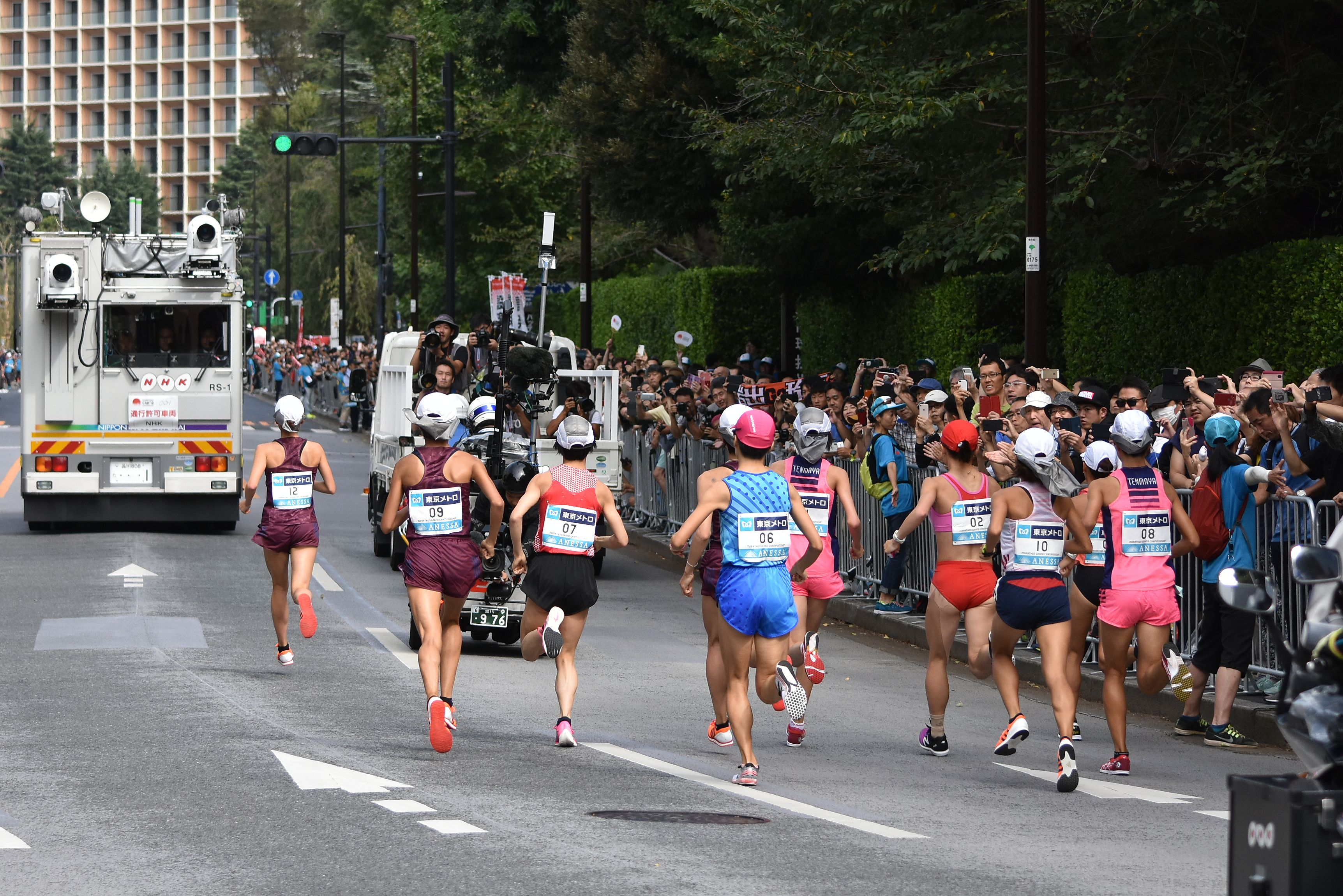
女子スタート直後の状況（2019年9月15日撮影）

2019年のマラソングランドチャンピオンシップは2019年9月15日に東京都内で2020年東京オリンピックマラソン日本代表選考会として開催された1回目のマラソングランドチャンピオンシップ (Marathon Grand Championship、略称：MGC)。
本項目では、MGC後に行われた、東京オリンピックマラソン日本代表選考レースとして行われたマラソングランドチャンピオンシップファイナルチャレンジ（MGCファイナルチャレンジ）の概要についても記す。

## 概要
従来、夏季オリンピックに出場するマラソンの日本代表選手の選考は「指定された複数の競技会の上位入賞者から日本陸上競技連盟（日本陸連）が選考」していたが、2020年東京オリンピック・男女マラソンの日本代表選手選考では、2017年4月18日に日本陸連が発表した「本大会において最大限持てる力を発揮する『調整能力』と世界と戦う『スピード』を有し、メダル獲得を目指す競技者から日本代表を編成する」選考方針 に基づき、「指定された競技会の上位入賞者が一堂に会する『選考競技会』を開催し、その大会の上位入賞者を日本代表に即時内定する」とされ、本大会はその『選考競技会』として開催された。6月7日に開催された「東京2020オリンピックマラソン強化キックオフミーティング」で詳細、8月23日に正式名称と「ドットがひとりひとりのランナーを表し、すべてのランナーが日本代表を目指すことを示す」日の出を模したロゴマーク がそれぞれ発表された。
この方式が導入されるのは当面今大会限りとされたものの、大会後に日本陸連マラソン強化戦略プロジェクトリーダーの瀬古利彦は「絶対に負けられない緊張感の中で走れることは、選手にとって貴重な体験」と述べ、日本陸連専務理事の尾縣貢も「（選手選考が）すっきりした点は高く評価できる。今後、そのままの形でできるとは思わないが、この要素をどう継承していくか検討していきたい」と述べており、次回以降も同種の選手選考方式を導入する可能性を示唆しており、2021年11月10日に日本陸連が2024年パリオリンピックのマラソン代表選考会として本大会を2023年秋に開催すると発表した（2023年のマラソングランドチャンピオンシップ）。

### 大会要項
出典：
- 大会名称：マラソングランドチャンピオンシップ 兼 東京2020オリンピック日本代表選考競技会 兼 第103回日本陸上競技選手権大会
- 主催・主管：日本陸上競技連盟
- 共催：朝日新聞社、産経新聞社、中日新聞社、毎日新聞社、読売新聞社
- 後援：東京都、港区、渋谷区、新宿区、千代田区、文京区、中央区、台東区
- 運営協力：東京陸上競技協会、東京マラソン財団
- 特別協賛：東京地下鉄株式会社[8][注釈 1]。
- 協賛：ディップ株式会社、株式会社資生堂、アシックスジャパン株式会社、株式会社SUBARU
- 協力：株式会社近畿日本ツーリストコーポレートビジネス、株式会社シミズオクト

### コース
2018年6月15日に大会コースが発表された。2020年東京オリンピックで当初予定されていたコースに準ずるが、スタート・フィニッシュ地点となる国立競技場が未完成のため明治神宮外苑周辺に設定する。東京マラソンのコースと重複が多いために東京マラソン財団へ運営協力を依頼し、五輪のテストイベントとしても実施された。
明治神宮外苑発着日本陸上競技連盟公認コース
明治神宮外苑いちょう並木前→外苑橋→（外苑西通り）→富久町西交差点→（靖国通り・外堀通り）→飯田橋交差点→水道橋交差点→（白山通り）→神保町交差点→（靖国通り）→須田町交差点→（中央通り）→日本橋交差点→（永代通り）→茅場町一丁目交差点→（新大橋通り）→浜町中ノ橋交差点→（清洲橋通り）→東日本橋交差点→（清杉通り）→浅草橋南交差点→（江戸通り）→蔵前一丁目交差点→駒形橋西詰→浅草寺雷門前→吾妻橋西詰→駒形橋西詰→蔵前一丁目交差点→（江戸通り・清杉通り・清洲橋通り・新大橋通り・永代通り）→日本橋交差点→（中央通り）→銀座四丁目交差点→新橋交差点→（外堀通り）→西新橋交差点→（日比谷通り）→芝公園前（折り返し）→（日比谷通り）→西新橋交差点→（外堀通り・中央通り）→日本橋交差点→（中央通り・靖国通り）→神保町交差点→（白山通り）→平川門交差点→（内堀通り）→二重橋前（折り返し）→（内堀通り・白山通り）→神保町交差点→（白山通り・外堀通り・靖国通り・外苑西通り）→明治神宮外苑銀杏並木 (42.195km)
- 太字は東京マラソンコースと重複区間。ただし、太字区間においても、東京マラソンとは以下のルートが異なる。
  - 東京マラソンでは日本橋から浅草への往復の復路で蔵前一丁目で折れて富岡八幡宮まで往復する（MGCはそのまま直進）
  - 東京マラソンでは日比谷通りからそのまま第一京浜に進み、品川駅手前で折り返す。

## 選考過程
2017年から2019年にかけて行われる指定された大会を「マラソングランドチャンピオンシップシリーズ（MGCシリーズ）」として、タイムと順位をクリアしてMGC本大会出場権を得る。MGCシリーズ以外の国際陸上競技連盟が世界記録を公認する競技会においても条件を満たすとワイルドカードとして出場権を得られる。
MGCで男女各2名が東京オリンピック日本代表に内定し、残り各1枠は「マラソングランドチャンピオンシップファイナルチャレンジ（MGCファイナルチャレンジ）」として指定された大会で争う。

### MGCシリーズ対象レース
各シーズンことに2017-2018シリーズ、2018-2019シリーズとして当該シリーズにおける以下のレースを対象とする。大会ごとに設定された記録をクリアした者に出場権の楯が贈られる。
| 時期      | 大会                     | 性別 | 設定記録（順位は既獲得者除く日本勢）  |
| --------- | ------------------------ | ---- | ------------------------------------- |
| 8月       | 北海道マラソン           | 男子 | 2:15:00（1位） 2:13:00（6位以内）     |
| 8月       | 北海道マラソン           | 女子 | 2:32:00（1位） 2:30:00（6位以内）     |
| 11月 12月 | さいたま国際マラソン     | 女子 | 2:29:00（3位以内） 2:28:00（6位以内） |
| 12月      | 福岡国際マラソン         | 男子 | 2:11:00（3位以内） 2:10:00（6位以内） |
| 1月       | 大阪国際女子マラソン     | 女子 | 2:28:00（3位以内） 2:27:00（6位以内） |
| 2月       | 別府大分毎日マラソン     | 男子 | 2:11:00（1位） 2:10:00（6位以内）     |
| 2月       | 東京マラソン             | 男子 | 2:11:00（3位以内） 2:10:00（6位以内） |
| 3月       | びわ湖毎日マラソン       | 男子 | 2:11:00（3位以内） 2:10:00（6位以内） |
| 3月       | 名古屋ウィメンズマラソン | 女子 | 2:28:00（3位以内） 2:27:00（6位以内） |

### ワイルドカード
以下の条件を満たすと、ワイルドカードとして出場が可能となる。
- 国際陸上競技連盟が世界記録を公認する競技会（2017年8月1日 - 2019年4月30日）で決められたタイムをクリア。
  - 男子2時間08分30秒以内、女子2時間24分00秒以内
  - 期間内の上位2記録の平均が男子2時間11分00秒以内、女子2時間28分00秒以内
- 第16回世界陸上競技選手権大会8位入賞者（該当者なし）。
- 第18回アジア競技大会3位入賞者（井上大仁と野上恵子が該当するが、いずれも大会時点で出場権獲得済）。
- MGCシリーズ各大会で、気象条件等によりファイナリストの資格を1名も満たさなかった場合、強化委員会が判断した競技者。

### 東京オリンピック代表の選考
MGC本大会で、以下の優先順位により東京オリンピック代表の内定者が決定される。
1. MGC優勝者
2. 2位、3位のうち、持ちタイム（2017年8月1日から2019年4月30日までに開催される、国際陸上競技連盟が世界記録を公認する競技会で出した記録）が「MGC設定記録」（男子2時間5分30秒、女子2時間21分0秒）[9] を突破した最上位者 ※男女とも該当者なし
3. 上記2を充たす競技者が居ない場合「MGC2位の競技者」と、以下のどちらかの競技者1名
  - 2019年から2020年にかけて行われる「MGCファイナルチャレンジ」3大会で、「MGCファイナルチャレンジ派遣設定記録」（男子2時間05分49秒、女子2時間22分22秒）を上回り、最も早いタイムを出した選手
  - 上記の条件を誰もクリアできなかった場合、MGC3位の競技者

## MGC出場権獲得者
以下の男子34人・女子15人が出場権を獲得した。ただし、ほぼ同時期の2019年9月下旬にカタール・ドーハで開催される、2019年世界陸上競技選手権大会の男女各マラソン代表選出・出場選手は本大会に出走できない。
番号はMGCのエントリーナンバーで、多くの大会で採用されている記録順（持ちタイム順）ではなく出場権獲得順に付される。
| No. | 選手       | 所属                                  | 大会                         | 記録          | 備考           |
| --- | ---------- | ------------------------------------- | ---------------------------- | ------------- | -------------- |
| 1   | 村澤明伸   | 日清食品グループ                      | 北海道マラソン2017           | 2時間14分48秒 |                |
| 2   | 大迫傑     | ナイキ・オレゴン・プロジェクト        | 第71回福岡国際マラソン       | 2時間07分19秒 |                |
| 3   | 上門大祐   | 大塚製薬                              | 第71回福岡国際マラソン       | 2時間09分27秒 |                |
| 4   | 竹ノ内佳樹 | NTT西日本                             | 第71回福岡国際マラソン       | 2時間10分01秒 |                |
| -   | 川内優輝   | 埼玉県庁→あいおいニッセイ同和損害保険 | 第71回福岡国際マラソン       | 2時間10分53秒 | ワイルドカード |
| -   | 川内優輝   | 埼玉県庁→あいおいニッセイ同和損害保険 | 第48回防府読売マラソン       | 2時間10分03秒 | ワイルドカード |
| 5   | 園田隼     | 黒崎播磨                              | 第67回別府大分毎日マラソン   | 2時間09分34秒 |                |
| 6   | 設楽悠太   | Honda                                 | 東京マラソン2018             | 2時間06分11秒 |                |
| 7   | 井上大仁   | MHPS                                  | 東京マラソン2018             | 2時間06分54秒 |                |
| 8   | 木滑良     | MHPS                                  | 東京マラソン2018             | 2時間08分08秒 |                |
| 9   | 宮脇千博   | トヨタ自動車                          | 東京マラソン2018             | 2時間08分45秒 |                |
| 10  | 山本憲二   | マツダ                                | 東京マラソン2018             | 2時間08分48秒 |                |
| 11  | 佐藤悠基   | 日清食品グループ                      | 東京マラソン2018             | 2時間08分58秒 |                |
| 25  | 神野大地   | コニカミノルタ→セルソース             | 東京マラソン2018             | 2時間10分18秒 | ワイルドカード |
| 25  | 神野大地   | コニカミノルタ→セルソース             | 東京マラソン2019             | 2時間11分05秒 | ワイルドカード |
| 29  | 荻野皓平   | 富士通                                | 東京マラソン2018             | 2時間09分36秒 | ワイルドカード |
| 29  | 荻野皓平   | 富士通                                | ハンブルクマラソン2019       | 2時間10分15秒 | ワイルドカード |
| 30  | 一色恭志   | GMOアスリーツ                         | 東京マラソン2018             | 2時間09分43秒 | ワイルドカード |
| 30  | 一色恭志   | GMOアスリーツ                         | ハンブルクマラソン2019       | 2時間11分23秒 | ワイルドカード |
| 31  | 鈴木健吾   | 富士通                                | 東京マラソン2018             | 2時間10分21秒 | ワイルドカード |
| 31  | 鈴木健吾   | 富士通                                | ハンブルクマラソン2019       | 2時間11分36秒 | ワイルドカード |
| 12  | 中村匠吾   | 富士通                                | 第73回びわ湖毎日マラソン     | 2時間10分51秒 |                |
| 28  | 高久龍     | ヤクルト                              | ゴールドコーストマラソン2018 | 2時間11分45秒 | ワイルドカード |
| 28  | 高久龍     | ヤクルト                              | ハンブルクマラソン2019       | 2時間10分02秒 | ワイルドカード |
| 13  | 岡本直己   | 中国電力                              | 北海道マラソン2018           | 2時間11分29秒 |                |
| 14  | 谷川智浩   | コニカミノルタ                        | 北海道マラソン2018           | 2時間12分03秒 |                |
| 15  | 大塚祥平   | 九電工                                | 北海道マラソン2018           | 2時間12分07秒 |                |
| 16  | 中本健太郎 | 安川電機                              | 北海道マラソン2018           | 2時間12分55秒 |                |
| 17  | 藤本拓     | トヨタ自動車                          | シカゴマラソン2018           | 2時間07分57秒 | ワイルドカード |
| 18  | 服部勇馬   | トヨタ自動車                          | 第72回福岡国際マラソン       | 2時間07分26秒 |                |
| -   | 山岸宏貴   | GMOアスリーツ                         | 第72回福岡国際マラソン       | 2時間10分42秒 |                |
| 19  | 福田穣     | 西鉄                                  | 第72回福岡国際マラソン       | 2時間10分54秒 |                |
| -   | 二岡康平   | 中電工                                | 第68回別府大分毎日マラソン   | 2時間09分15秒 |                |
| 20  | 橋本崚     | GMOアスリーツ                         | 第68回別府大分毎日マラソン   | 2時間09分29秒 |                |
| 21  | 岩田勇治   | MHPS                                  | 第68回別府大分毎日マラソン   | 2時間09分30秒 |                |
| 22  | 堀尾謙介   | 中央大学→トヨタ自動車                 | 東京マラソン2019             | 2時間10分21秒 |                |
| 23  | 今井正人   | トヨタ自動車九州                      | 東京マラソン2019             | 2時間10分30秒 |                |
| 24  | 藤川拓也   | 中国電力                              | 東京マラソン2019             | 2時間10分35秒 |                |
| 26  | 山本浩之   | コニカミノルタ                        | 第74回びわ湖毎日マラソン     | 2時間10分33秒 |                |
| 27  | 河合代二   | トーエネック                          | 第74回びわ湖毎日マラソン     | 2時間10分50秒 |                |

- 川内・二岡・山岸の3名は世界陸上ドーハ大会男子マラソン日本代表選出（補欠に河合代二）のため、MGC出場を辞退[11][26]。
- 一色はエントリーしたものの、故障明けの調整不足により欠場[27]。

| No. | 選手       | 所属                  | 大会                         | 記録          | 備考           |
| --- | ---------- | --------------------- | ---------------------------- | ------------- | -------------- |
| 1   | 前田穂南   | 天満屋                | 北海道マラソン2017           | 2時間28分48秒 |                |
| 2   | 松田瑞生   | ダイハツ              | 第37回大阪国際女子マラソン   | 2時間22分44秒 |                |
| 3   | 安藤友香   | スズキ浜松AC→ワコール | 第37回大阪国際女子マラソン   | 2時間27分37秒 |                |
| 4   | 関根花観   | JP日本郵政グループ    | 名古屋ウィメンズマラソン2018 | 2時間23分07秒 |                |
| 5   | 岩出玲亜   | アンダーアーマー      | 名古屋ウィメンズマラソン2018 | 2時間26分28秒 |                |
| 6   | 野上恵子   | 十八銀行              | 名古屋ウィメンズマラソン2018 | 2時間26分33秒 |                |
| 8   | 小原怜     | 天満屋                | 名古屋ウィメンズマラソン2018 | 2時間27分44秒 | ワイルドカード |
| 8   | 小原怜     | 天満屋                | ベルリンマラソン2018         | 2時間27分29秒 | ワイルドカード |
| 7   | 鈴木亜由子 | JP日本郵政グループ    | 北海道マラソン2018           | 2時間28分32秒 |                |
| -   | 中野円花   | ノーリツ              | 第38回大阪国際女子マラソン   | 2時間27分39秒 |                |
| 12  | 一山麻緒   | ワコール              | 東京マラソン2019             | 2時間24分33秒 | ワイルドカード |
| 12  | 一山麻緒   | ワコール              | ロンドンマラソン2019         | 2時間27分27秒 | ワイルドカード |
| 9   | 福士加代子 | ワコール              | 名古屋ウィメンズマラソン2019 | 2時間24分09秒 |                |
| 10  | 上原美幸   | 第一生命グループ      | 名古屋ウィメンズマラソン2019 | 2時間24分19秒 |                |
| 11  | 前田彩里   | ダイハツ              | 名古屋ウィメンズマラソン2019 | 2時間25分25秒 |                |
| -   | 谷本観月   | 天満屋                | 名古屋ウィメンズマラソン2019 | 2時間25分28秒 |                |
| -   | 池満綾乃   | 鹿児島銀行            | 名古屋ウィメンズマラソン2019 | 2時間26分07秒 |                |

- 谷本・池満・中野の3名が世界陸上ドーハ大会女子マラソン日本代表選出（補欠にMGC出場権のない阿部有香里）のため、MGC出場を辞退[11][26]となった。
- 関根・前田（彩）はエントリーしたものの、2名共に足部の怪我により欠場[36]。

## レース概要

### 男子
午前8時50分ちょうどにスタート予定だったが、開始2分前にスターターがピストルの異常に気付き、急きょ予備と交換したためスタートが予定より1分54秒遅れるトラブルがあった。
事前の予想では、現日本記録保持者の大迫傑と前日本記録保持者の設楽悠太、さらに福岡国際マラソンで強い勝ち方をした服部勇馬と2018アジア大会を制した井上大仁を加えた4人が「4強」と目されており、後半の暑さと最終盤の上り坂がカギとなるとみられていた 。
レースはスタート直後から設楽一人だけがハイペースで飛び出し、中間点では2位集団に2分以上の大差をつけ独走する。しかしゴール後に設楽本人が「25kmぐらいからきつくなった」 と語ったように徐々に失速し、37.3Km地点で9人の集団が設楽を逆転。設楽は集団につけず後退していく。
優勝争いは、39kmで6人の集団から橋本崚がペースを上げると、39.2kmで中村匠吾がロングスパート。この仕掛けに服部と大迫が反応し3人の争いとなる。中村は41km手前で一旦は大迫に追いつかれるも、41.3kmの急坂を利用して再度スパートし、二人を振り切って優勝を飾った。2位争いは大迫と服部の一騎打ちとなり、中村に追いついた際に足を使ってしまった大迫を41.9kmで服部が逆転。最後は服部が大迫を5秒差で振り切り、五輪代表権を得た。大迫は3位でファイナルチャレンジの結果待ちとなった。
後続では、最後まで先頭集団についた大塚祥平と橋本がそれぞれ4位と5位。設楽は終盤さらにスローダウンして14位。井上はペースを上げることができずに完走者中で最下位の27位 となった。

### 女子
以前の高橋尚子や野口みずきといった絶対的実力の選手がいない上、参加選手が少ないことからスローペースが予想され、スピードのある松田瑞生と鈴木亜由子を中心としたレース展開が予想されていたが、レースが始まると出場選手中最年少の一山麻緒が積極的に仕掛ける。一山のペースが落ちた10km過ぎ、今度は前田穂南が先頭を引くとペースが上がり、13Kmで一山、14Kmで松田、18Km過ぎに安藤・福士・小原が集団から脱落するサバイバルレースとなった。
20Km過ぎで鈴木も遅れ、前田の独走状態となる。ペースメーカーがいないレースの中で、自力でペースをつくり安定した走りを見せた前田 が後続との差を広げてそのままゴールし、五輪代表権を得た。
2位争いは、前田のハイペースについて行かず「自分のペースを守る意味で離れた」鈴木 が2位をキープし、徐々に3位と差を広げるも、終盤ペースの落ちた鈴木に対して小原怜がその差を詰める。しかしその差を逆転するには至らず、前田に4分近い差をつけられたものの、鈴木が小原を4秒差で振り切って五輪代表権を得た。この結果、前田と鈴木が代表に内定、小原はファイナルチャレンジの結果待ちとなった。
優勝候補と目された松田はレース前半で優勝争いから脱落して4位。序盤レースを引っ張った一山は6位。他種目を含め5大会連続の五輪を目指した福士加代子は7位であった。

### ギャラリー
- 中村匠吾
- 服部勇馬
- 前田穂南
- 鈴木亜由子
- 大迫傑
- 小原怜

## 結果

### 男子
| 順位 | 選手       | 所属             | 記録    | 備考             |
| ---- | ---------- | ---------------- | ------- | ---------------- |
| 1    | 中村匠吾   | 富士通           | 2:11:28 |                  |
| 2    | 服部勇馬   | トヨタ自動車     | 2:11:36 |                  |
| 3    | 大迫傑     | ナイキ           | 2:11:41 |                  |
| 4    | 大塚祥平   | 九電工           | 2:11:58 |                  |
| 5    | 橋本崚     | GMOアスリーツ    | 2:12:07 |                  |
| 6    | 竹ノ内佳樹 | NTT西日本        | 2:12:31 |                  |
| 7    | 鈴木健吾   | 富士通           | 2:12:44 |                  |
| 8    | 中本健太郎 | 安川電機         | 2:12:46 |                  |
| 9    | 藤本拓     | トヨタ自動車     | 2:13:58 |                  |
| 10   | 岡本直己   | 中国電力         | 2:14:55 |                  |
| 11   | 上門大祐   | 大塚製薬         | 2:15:08 |                  |
| 12   | 山本浩之   | コニカミノルタ   | 2:15:52 |                  |
| 13   | 河合代二   | トーエネック     | 2:15:56 |                  |
| 14   | 設楽悠太   | Honda            | 2:16:09 |                  |
| 15   | 堀尾謙介   | トヨタ自動車     | 2:16:21 |                  |
| 16   | 山本憲二   | マツダ           | 2:16:44 |                  |
| 17   | 神野大地   | セルソース       | 2:17:40 |                  |
| 18   | 木滑良     | MHPS             | 2:18:51 |                  |
| 19   | 谷川智浩   | コニカミノルタ   | 2:18:56 |                  |
| 20   | 岩田勇治   | MHPS             | 2:19:45 |                  |
| 21   | 村澤明伸   | 日清食品グループ | 2:19:52 |                  |
| 22   | 福田穣     | 西鉄             | 2:19:55 |                  |
| 23   | 佐藤悠基   | 日清食品グループ | 2:20:13 |                  |
| 24   | 藤川拓也   | 中国電力         | 2:20:35 |                  |
| 25   | 今井正人   | トヨタ自動車九州 | 2:21:15 |                  |
| 26   | 園田隼     | 黒崎播磨         | 2:21:51 |                  |
| 27   | 井上大仁   | MHPS             | 2:22:10 |                  |
| -    | 高久龍     | ヤクルト         | DNF     | 30km過ぎに棄権   |
| -    | 荻野皓平   | 富士通           | DNF     | 30km過ぎに棄権   |
| -    | 宮脇千博   | トヨタ自動車     | DNF     | 中間点過ぎに棄権 |

### 女子
| 順位 | 選手       | 所属               | 記録    | 備考           |
| ---- | ---------- | ------------------ | ------- | -------------- |
| 1    | 前田穂南   | 天満屋             | 2:25:15 |                |
| 2    | 鈴木亜由子 | JP日本郵政グループ | 2:29:02 |                |
| 3    | 小原怜     | 天満屋             | 2:29:06 |                |
| 4    | 松田瑞生   | ダイハツ           | 2:29:51 |                |
| 5    | 野上恵子   | 十八銀行           | 2:31:14 |                |
| 6    | 一山麻緒   | ワコール           | 2:32:30 |                |
| 7    | 福士加代子 | ワコール           | 2:33:29 |                |
| 8    | 安藤友香   | ワコール           | 2:36:29 |                |
| 9    | 岩出玲亜   | アンダーアーマー   | 2:41:22 |                |
| -    | 上原美幸   | 第一生命グループ   | DNF     | 30km過ぎに棄権 |

## 中継

### テレビ・ラジオ放送
- テレビでは、男子のレースをTBSテレビ系列、女子のレースをNHK総合が全国に中継[48][49]。男女とも、レース中継点の一部で、テレビカメラや中継車を2局共同で使用。2局のコラボレーションによるスタート前中継の同時生放送や、男女レース中の合同中継も実施した[49][50]。
- ラジオは、TBSラジオが関東ローカル放送で男子のレース、NHKラジオ第一が全国放送で女子のレースを中継した[7]。

#### テレビ
男子
- 放送時間：8:00 - 11:30
- 解説
  - 1号車：高岡寿成（カネボウ陸上競技部監督）
  - 2号車：尾方剛（広島経済大学陸上競技部監督）
- 実況（TBSテレビアナウンサー）
  - センター：土井敏之
  - 1号車：佐藤文康
  - 2号車：熊崎風斗
  - インタビュアー：初田啓介、石井大裕
- コースリポート：日比麻音子（TBSテレビアナウンサー）
- 女子実況：小宮山晃義（NHKアナウンサー）
- 司会兼センター解説：高橋尚子（シドニーオリンピック金メダリスト）
- 司会進行：安住紳一郎、上村彩子（いずれもTBSテレビアナウンサー）

女子
- 放送時間：8:00 - 11:54
- 解説
  - センター：有森裕子（バルセロナオリンピック銀メダリスト・アトランタオリンピック銅メダリスト）、野口みずき（アテネオリンピック金メダリスト）
  - 1号車：金哲彦（ニッポンランナーズ理事長）
- 実況（NHKアナウンサー）
  - センター：冨坂和男
  - 1号車：松野靖彦
  - 2号車：塚本貴之
  - バイク：飯塚洋介
- 男子実況：伊藤隆佑（TBSテレビアナウンサー）
- スタート地点リポート：小林祐梨子（北京オリンピック5000m日本代表）
- 副音声
  - ゲスト：相葉雅紀（嵐）、中村勘九郎、増田明美
  - 進行：工藤三郎、杉浦友紀（いずれもNHKアナウンサー）

#### ラジオ
男子
- 放送時間：8:30 - 11:55
- 解説：渡辺康幸（住友電工陸上競技部監督）
- 実況：新タ悦男（TBSテレビアナウンサー）
- コースリポート：藤森祥平（同上）
- 情報リポート：白井京子（TBSラジオキャスター）
- 天気リポート：長谷部愛（気象予報士）

女子
- 放送時間：8:55 - 12:00
- 解説：千葉真子（スポーツコメンテーター）
- 実況：別井敬之（NHKアナウンサー）
- リポート：下境秀幸（NHKアナウンサー）

### インターネットでの配信
- 男子のレースについては、TBSテレビ系列での中継動画を、TVerとParaviを通じてリアルタイムで配信[7]。TBSラジオの関東ローカル向け中継については、関東以外の地方にも、radikoプレミアムのエリアフリー聴取サービスを通じてリアルタイムで配信していた。
- 女子のレースについては、NHK総合テレビでの中継動画を、同局の公式サイト（NHKオンライン）プラスを通じてリアルタイムで配信[7]。また、NHKラジオでの中継をNHKネットラジオ らじる★らじるで配信していた。

## MGCファイナルチャレンジ
2019年から2020年にかけて行われる以下の3大会が対象となった。MGCファイナルチャレンジ派遣設定記録をクリアした最上位が内定 する。クリアした者がいない場合はMGC2枠に入らなかった次点（第3位入着者）が内定となる。
| 設定大会                 | 開催日        | 日本人最高位    | タイム        | 備考                       |
| ------------------------ | ------------- | --------------- | ------------- | -------------------------- |
| 第73回福岡国際マラソン   | 2019年12月1日 | 藤本拓（2位）   | 2時間09分36秒 | 派遣設定記録をクリアできず |
| 東京マラソン2020         | 2020年3月1日  | 大迫傑（4位）   | 2時間05分29秒 | 派遣設定記録クリア         |
| 第75回びわ湖毎日マラソン | 2020年3月8日  | 作田直也（4位） | 2時間08分59秒 | 派遣設定記録をクリアできず |

- 派遣設定記録を唯一クリアした大迫（MGC 3位）が東京オリンピック代表に内定した[54]。

| 設定大会                     | 開催日        | 日本人最高位     | タイム        | 備考                       |
| ---------------------------- | ------------- | ---------------- | ------------- | -------------------------- |
| 第5回さいたま国際マラソン    | 2019年12月8日 | 吉田香織（6位）  | 2時間35分15秒 | 派遣設定記録をクリアできず |
| 第39回大阪国際女子マラソン   | 2020年1月26日 | 松田瑞生（優勝） | 2時間21分47秒 | 派遣設定記録クリア         |
| 名古屋ウィメンズマラソン2020 | 2020年3月8日  | 一山麻緒（優勝） | 2時間20分29秒 | 派遣設定記録クリア         |

- 派遣設定記録をクリアした選手で最も速いタイムを出した一山（MGC 6位）が東京オリンピック代表に内定した[57]。MGC 3位の小原怜は大阪国際女子マラソンに出場したが、2時間28分12秒の13位に終わった[58]。

## 関連番組
マラソングランドチャンピオンシップ 東京五輪代表を懸けた運命の決戦へ
- 放送日時：2019年9月11日(水) 20:00 - 22:00、TBSテレビ系列
- 司会：安住紳一郎・江藤愛（共にTBSアナウンサー）
- ゲスト：有森裕子、高橋尚子、原晋（青山学院大学陸上競技部 長距離ブロック監督）、土田晃之
- 再現ドラマ出演者：徳重聡、三浦理恵子、武井壮、佐藤真弓、手塚とおる、嶋大輔

マラソングランドチャンピオンシップ 明日号砲SP
- 放送日時：2019年9月14日(土) 16:00 - 17:00、TBSテレビ ※関東ローカル
- 司会：石井大裕・上村彩子（共にTBSアナウンサー）
- ゲスト：高橋尚子、高岡寿成

徹底大予想!マラソングランドチャンピオンシップ女子
- 放送日時：2019年9月14日(土) 19:58 - 20:43、NHK総合テレビ
- 司会：矢作兼（おぎやはぎ）、杉浦友紀（NHKアナウンサー）
- ゲスト：瀬古利彦、増田明美、有森裕子、野口みずき、武井壮、山崎弘也（アンタッチャブル）、小木博明（おぎやはぎ）

祝!東京五輪マラソン代表内定SP MGC涙の舞台裏完全密着!
- 放送日時：2019年9月16日(祝・月）13:55 - 15:49、TBSテレビ系列
- 司会：石井大裕・上村彩子（共にTBSアナウンサー）
- ゲスト：東京五輪マラソン代表内定選手4名、瀬古利彦、高橋尚子